# Limpopo

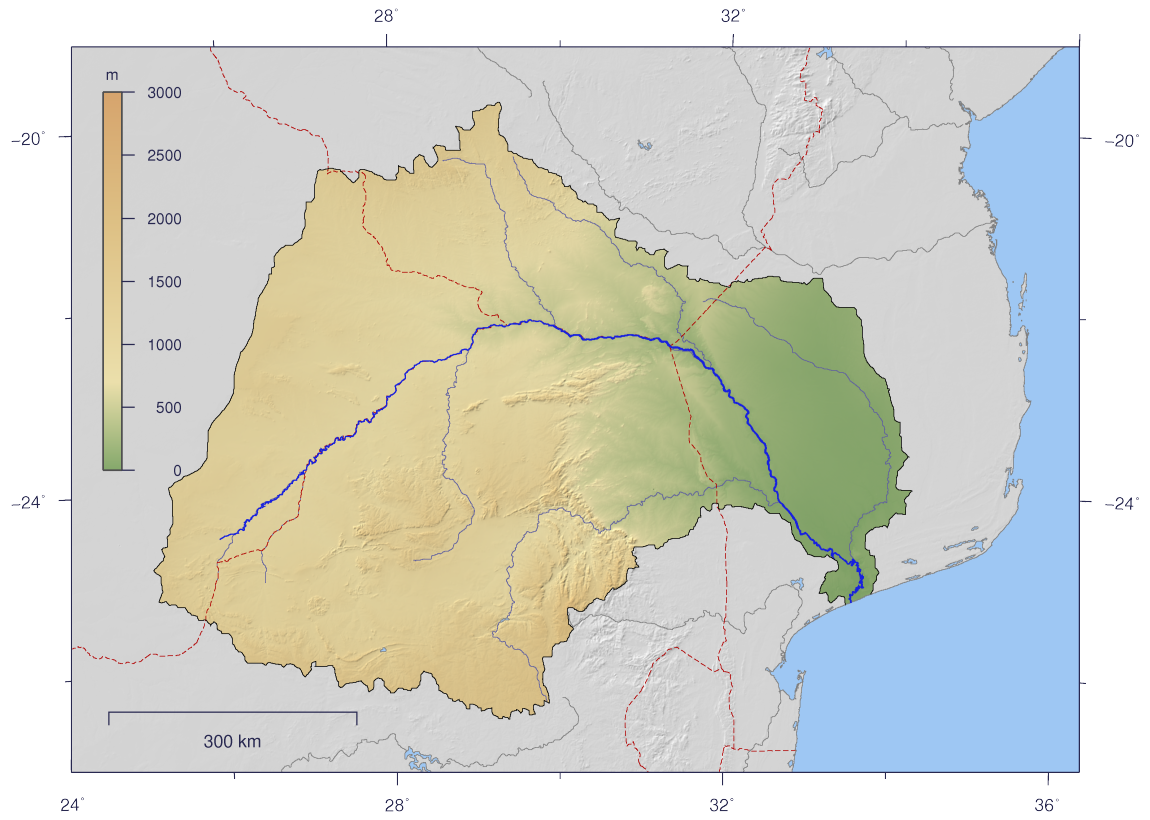
Corso del fiume

Il Limpopo è un fiume che nasce nella catena montuosa del Witwatersrand in Sudafrica per sfociare nell'Oceano Indiano nei pressi del porto di Xai-Xai, in Mozambico. È lungo 1600 km (1770 km secondo altre fonti) ed è il secondo fiume per lunghezza dell'Africa australe. Il suo bacino idrografico si estende per 415000 km².
Il Limpopo segna per 640 km il confine tra il Sudafrica sulla riva destra e il Botswana e lo Zimbabwe, rispettivamente a nord-est e a nord. Il corso del fiume è contraddistinto da numerose rapide. Una volta ricevuto il suo affluente principale (il fiume Olifants/Letaba) diventa navigabile fino al mare, sebbene il letto sabbioso impedisca l'accesso a navi di grande tonnellaggio durante la bassa marea. In Mozambico riceve da nord il fiume Changane.

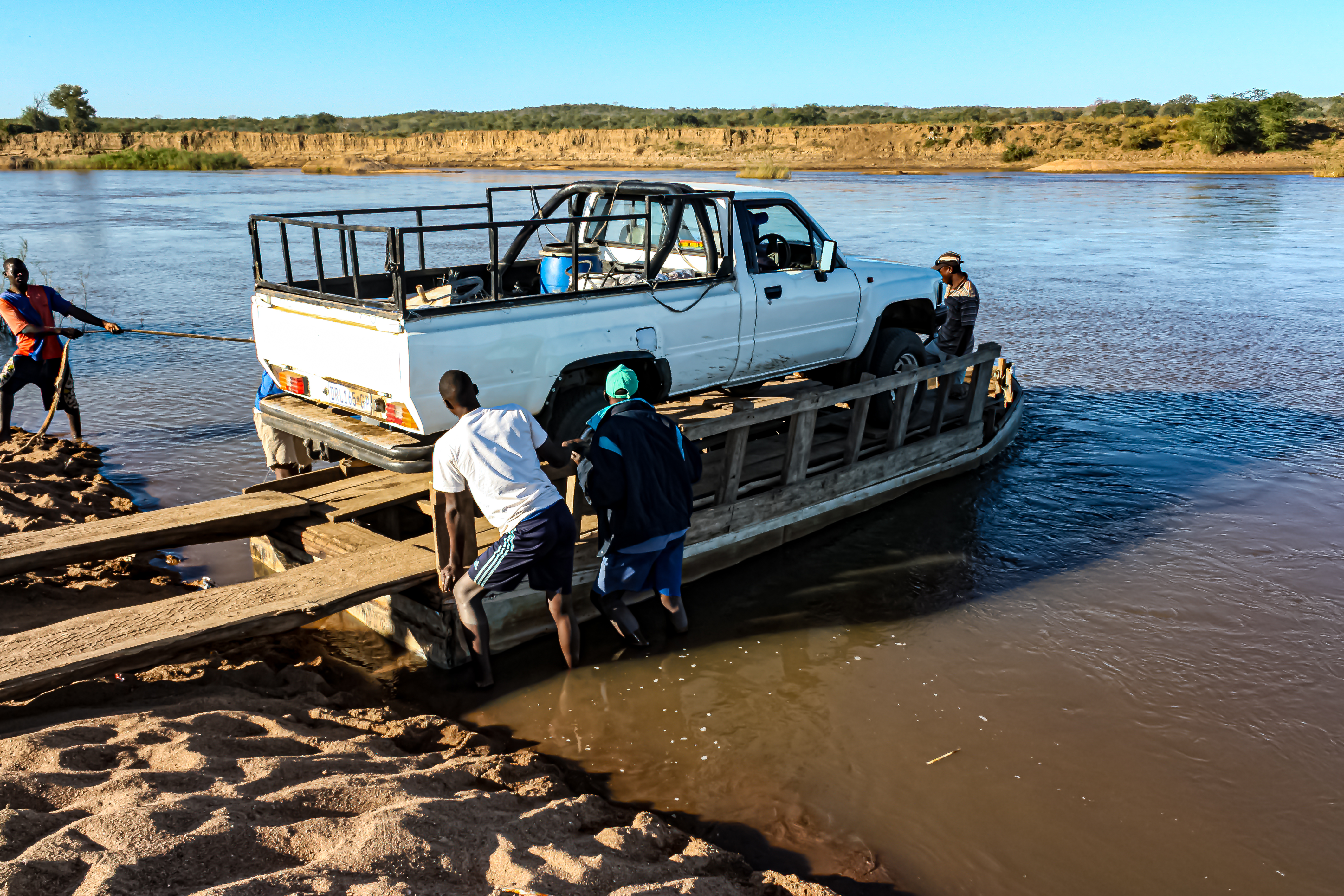
Attraversando il Limpopo in Mozambico

Le acque del Limpopo hanno un corso lento e sabbioso poiché le piogge sono stagionali e inaffidabili. Negli anni di siccità la parte superiore del Limpopo scorre per una quarantina di giorni o anche meno. L'area del bacino idrografico superiore è arida e corrisponde al deserto del Kalahari. Il bacino inferiore è costituito da un'area fertile e densamente popolata e occasionalmente interessata dalle alluvioni della stagione delle piogge (particolarmente catastrofica è stata l'alluvione del febbraio del 2000).
Nell'angolo nordorientale del Sudafrica il Limpopo bagna il Parco Nazionale Kruger.
Nel bacino del fiume, che corrisponde a un'area di circa 413.000 km², vivono 14 milioni di persone. La richiesta d'acqua eccede la riserva d'acqua rappresentata dal fiume e molti degli abitanti del bacino del Limpopo vivono in povertà e la fame e la malnutrizione li affliggono durante la siccità e nei periodi di cattivo raccolto.
Vasco da Gama fu il primo europeo ad avvistare il fiume quando nel corso di una delle sue esplorazioni gettò le ancore nei pressi della sua foce nel 1498. La regione è stata popolata fin dai tempi più remoti come testimoniano i fossili dell'ominide Australopithecus di 3,5 milioni di anni fa trovati nella valle Makapans, vicino a Mokopane.

## Limpopo nella letteratura
Il Limpopo è stato immortalato in letteratura dal racconto breve The Elephant's Child di Rudyard Kipling contenuto nella raccolta Storie proprio così. Compare anche in molti romanzi di Wilbur Smith, (nato in Rhodesia del Nord, l'attuale Zambia) e nel romanzo L'Alleanza di James A. Michener.